# Parque arqueológico de El Cabo
El Parque arqueológico de El Cabo es un espacio que reproduce el Poblado ibérico de El Cabo, el cual, debido a unas explotaciones mineras, fue excavado y trasladado piedra a piedra al Parque de San Macario, situado en lo alto de la localidad turolense de Andorra (Aragón, España).

## Localización del poblado original
El antiguo poblado de El Cabo estaba emplazado a unos dos km al oeste de Andorra, en lo alto de una cuesta que dominaba las cabeceras de la Val de Ariño y el río Regallo.
Se encontraron en él más de 40 000 restos arqueológicos, en su gran mayoría cerámicos. También se hallaron restos óseos y metálicos, casi todos ellos de bronce, tales como hebillas, fíbulas, agujas de coser, puntas de flecha, colgantes, anillos y pulseras serpentiformes.
Tras su excavación completa en 1999 por José Antonio Benavente y Fernando Galve, fue destruido por los movimientos de tierras de una explotación minera de carbón a cielo abierto.
Antes de su destrucción, se numeraron y trasladaron los elementos constructivos más significativos —apoyos de poste, paredes, rampas de acceso y muros interiores— para la posterior reconstrucción del poblado.

## Descripción
El actual parque recrea, a escala natural, un poblado ibérico de calle central con unas cuarenta casas de planta rectangular de unos 20 - 25 m² de superficie, frecuentemente subdivididas en pequeños espacios interiores.
Lo más probable es que estas viviendas tuvieran dos plantas o, al menos, un altillo superior.
El asentamiento contaba con un recinto amurallado, torreones defensivos, una estrecha entrada en recodo y un camino de ronda en el perímetro con accesos desde el exterior.
En la parte más alta del poblado existen dos espacios de más grandes, que pudieran corresponder a la vivienda de la familia principal del poblado y, junto a ella, una estancia para uso público o destinada a almacén.
Las techumbres se han reconstruido con maderos de pinos de la zona, tallados toscamente y entre los que se han entrelazado ramas de pino y enebro.
El proyecto de excavación, traslado y reconstrucción en un emplazamiento diferente
al original de un poblado ibérico es pionero en España.
Para su uso como museo, los espacios han sido cimentados sobre hormigón, se han construido drenajes y se han preparado conducciones de luz.

## Necrópolis de El Cabo
La necrópolis de El Cabo, descubierta en 1999, comprende un total de cinco túmulos, todos con sus correspondientes urnas funerarias. Cada uno de
estos recipientes albergaba en su interior restos óseos incinerados de pequeño tamaño —posiblemente machacados—, formando una masa muy compacta.
Cada una de las vasijas estaba acompañada de un modesto ajuar, consistente en pequeñas anillas, pulseras y adornos.
En hallazgo presenta una gran interés arqueológico, ya que desde la excavación de la Loma de los Brunos, en Caspe, en la década de 1980, no se había vuelto a encontrar una necrópolis ibérica intacta.

## Cronología
El asentamiento de El Cabo debió construirse, ocuparse y abandonarse en un periodo de tiempo bastante reducido, tan sólo de unas pocas décadas.
Mediante el sistema del carbono 14 ha sido datado en el siglo V a. C., que corresponde al Ibérico antiguo.